# Calciuria
Se denomina calciuria al contenido de calcio que es excretado con la orina. 

## Fisiología
La concentración del calcio en la sangre se denomina calcemia, la misma debe mantenerse dentro de cierto rango estrecho. Si la concentración del calcio en la sangre aumenta el cuerpo elimina calcio a través de la orina, o sea aumenta la calciuria y en forma paralela se deposita calcio en los huesos. Si en cambio baja la concentración de calcio en la sangre se secreta parathormona, la cual extrae calcio del hueso, este proceso contribuye a disminuir la calciuria. 
En los riñones se filtran por día entre 6 a 10 g de calcio, aunque aproximadamente el 95% del calcio es reabsorbido en el túbulo renal, cuya función se encuentra controlada por la parathormona y probablemente la vitamina D. El cuerpo humano en forma normal excreta de 100 a 400 mg por día con la orina, que es lo que se considera un nivel sano de calciuria para un adulto. 

## Niveles anómalos de calciuria
Existen enfermedades en las que se incrementa en forma patológica la calciuria, tales como la hipercalciuria idiopática, hiperuricosuria, hiperparatiroidismo, hiperoxaluria, dando lugar a la formación de depósitos cálcicos (urolitiasis). Estos depósitos generan cólicos nefríticos.
La hipercalciuria, es una concentración de calcio en orina por encima de los valores considerados normales, la misma puede deberse a:
- condiciones que dan lugar a una hipercalcemia
- hipercalciuria idiopática
- acidosis tubular renal
- acidosis metabólica
- osteoporosis
- terapias con sales de calcio y corticosteroidi

Por el contrario una hipocalciuria, es una concentración de calcio en orina por debajo de los valores considerados normales, la misma puede deberse a:
- condiciones que dan lugar a una hipocalcemia
- hipercalcemia hipocalciúrica familiar
- ingesta crónica de diuréticos tiacídicos y sal de litio.